# Schuddebeurs (Schouwen-Duiveland)
Schuddebeurs (51° 40′ N, 3° 57′ L) é uma cidade dos Países Baixos, na província de Zelândia. Schuddebeurs (Schouwen-Duiveland) pertence ao município de Schouwen-Duiveland, e está situada a 23 km a sudoeste de Hellevoetsluis.
Em 2001, a cidade de Schuddebeurs tinha 87 habitantes. A área urbana da cidade é de 0.14 km², e tem 34 residências.
A área de Schuddebeurs, que também inclui as partes periféricas da cidade, bem como a zona rural circundante, tem uma população estimada em 370 habitantes.